# Monarda (biljna vrsta)
Monarda (lat.Monarda didyma, indijanska kopriva, metvulja, konjska metvica, bergamot) je aromatična biljka iz porodice  Lamiaceae, udomaćena u istočnom dijelu Sjeverne Amerike. Miris biljke jednak je onom bergamske naranče,iz koje se dobiva ulje za aromatiziranje Earl Grey čaja. Latinsko ime dobila je po Nicolasu Monardesu, autoru prve američke flore iz 1569.Kao ukrasna biljka danas se uzgaja širom svijeta.Sjevernoamerički indijanci koristili su je i kao ljekovitu,te začinsku biljku.

## Vanjske poveznice
PFAF database Monarda didyma